# Mencas
Mencas é uma comuna francesa na região administrativa de Altos da França, no departamento de Pas-de-Calais. Estende-se por uma área de 2,02 km². Em 2010 a comuna tinha 77 habitantes (densidade: 38,1 hab./km²).